# ريان هاردي
ريان هاردي (بالإنجليزية: Ryan Hardie)‏ هو لاعب كرة قدم بريطاني، ولد في 17 مارس 1997 في Stranraer ‏ في المملكة المتحدة. شارك مع منتخب اسكتلندا تحت 17 سنة لكرة القدم. أما مع النوادي، فقد لعب مع ريث روفرز ونادي رينجرز.

## وصلات خارجية
- ريان هاردي على موقع قاعدة بيانات كرة القدم.إي يو (الإنجليزية)
- ريان هاردي على موقع Soccerbase.com (لاعب) (الإنجليزية)
- ريان هاردي على موقع Soccerway.com (الإنجليزية)